# NGC 2524
NGC 2524 ist eine linsenförmige Galaxie vom Hubble-Typ S0-a im Sternbild Luchs. Sie ist schätzungsweise 174 Millionen Lichtjahre von der Milchstraße entfernt.
Das Objekt wurde am 22. Januar 1877 von Edouard Stephan entdeckt.